# Вески, Анне Тынисовна
А́нне Ты́нисовна Ве́ски (эст. Anne Veski; урождённая Ва́арман эст. Vaarmann; род. 27 февраля 1956, Рапла) — советская и эстонская певица; заслуженная артистка Эстонской ССР (1984).

## Биография
Родилась 27 февраля 1956 года в эстонском городке Рапла в семье Ильмара-Тыниса Ваармана (эст. Ilmar-Tõnis Vaarmann; 1927—2005) и Эллен Ваарман (эст. Ellen Vaarmann), 1930—1988; в девичестве Таммессон (эст. Tammesson). Родители Анне, эстонцы по национальности, увлекались творчеством и играли на народных инструментах. При этом оба имели обычные профессии: отец Ильмар-Тынис работал водителем, а мать Эллен — продавщицей.
Анне выросла в старинном городке Рапла, где вместе с братом Мати училась в музыкальной школе. Ребята выступали в самостоятельно сформированном детском коллективе. Мати Ваарман также посвятил жизнь искусству и специализировался на клавишных инструментах. Там же она окончила музыкальную школу, после которой поступила в Таллинский политехнический институт.
По окончании обучения работала на заводе и была принята на работу в эстрадную студию при Филармонии, где стала выступать с ансамблем «Мобиле». Первая эстрадная композиция (1980) — «Королева розового сада». В 1979—1981 годах пела в составе группы «Витамин», а в 1982—1983 годах выступала с ансамблем «Мюзик Сейф». В 1979 году — первые гастроли за границей. Это была Польша. В этом же году состоялось первое выступление Анне Вески на ЦТ в телепередаче «Шире круг».
В 1980 году эстонское радио наградило певицу символическим золотым диском. Первый сольный концерт в Москве и сразу на сцене Московского эстрадного театра. Концерт прошёл с аншлагом. Московская публика приняла выступление прекрасной эстонки «на ура», а в столичной прессе появились первые рецензии и отзывы — сразу положительные. В 1981 г. по заказу ЦТ был снят музыкальный телефильм об Анне Вески «Снежные напевы», который стал кульминацией успеха и многократно демонстрировался по телевидению. А. Вески снова была награждена диском радио и телевидения как самая популярная эстрадная певица года. В апреле 1980 года в Ленинграде проводились театрализованные представления «Свет башен Олимпийских», в которых приняла участие Анне Вески. В этом же году певица участвовала в фестивале Молодёжи в ГДР, в Карл-Маркс-Штадте.
В 1982 году Анне Вески принимает участие в Фестивале Советской песни в городе Зелёна-Гура (Польша) как гость фестиваля и там же снялась на польском телевидении в музыкальной телепрограмме. В 1983 году по заказу ЦТ был снят второй музыкальный телефильм об Анне Вески «Золото осени», где впервые прозвучала песня Игоря Саруханова «Позади крутой поворот», которая в будущем стала визитной карточкой певицы.
С лета 1983 года Вески выступала с коллективом «Немо» в Германии, Чехословакии, Венгрии. Осенью этого же года стала лауреатом Первого смотра творческой молодёжи СССР. Среди певиц СССР Анне заняла почётное второе место по результатам хит-парада газеты «Московский комсомолец». Первое место Анне уступила Алле Борисовне Пугачёвой.
В конце 1983 года певица вошла в состав ансамбля «Нэмо». По итогам 1983 и 1984 годов среди певиц СССР Вески становится 2-й в хит-параде «Звуковая дорожка» газеты «Московский комсомолец», уступая только Алле Пугачёвой.
15-18 августа 1984 года участвовала в Международном музыкальном фестивале в Сопоте. Как рассказывала сама певица, её отправили на фестиваль, так как участие певицы из Прибалтики не вызывало раздражения у поляков в период осложнившихся польско-советских отношений. Тем не менее публика вначале едва не освистала певицу, и лишь высокий уровень исполнительского мастерства вызвал симпатии у публики. В итоге она получила две первых премии: за песню «Не гаснет надежда» в международном конкурсе (гран-при получила польская певица К. Гизовска) и за лучшее исполнение польской песни «Полька Идолька» (причём в этом конкурсе гран-при не присудили, так что первая премия означала победу). Польские журналисты впервые заговорили о «неполитической» премии певице из социалистической страны.
По итогам 1985 года Анне Вески вновь вошла в тройку лучших певиц СССР хит-парада «Звуковая дорожка», а также хит-парада «Звезды-85» газеты «Смена». В 1986 году впервые выходит в финал Фестиваля «Песня-86» с песней «Улыбка на всех». По итогам года она в десятке лучших певиц СССР хит-парада «Звуковая дорожка».
В 1987 Анне вновь выходит в финал фестиваля «Песня-87» с хитом «Самба с Марадоной». В 1988 году она приглашена на шоу «Мисс — Полония — 88» в Польшу. В 1989 году Анне Вески попадает в финал фестиваля Песня-89 с композицией «По воле волн» композитора Сергея Березина на стихи Ларисы Рубальской, Песня-90 с песней« Продлись счастье »композитора Валерия Севастьянова на стихи Алексея Римициана, Песня-91  с песней «Межсезонье» композитора Александра Клевицкого на стихи Ларисы Рубальской.
В начале 1990-х годов совместно с Владимиром Довганем организовала пошив одежды из меха в Эстонии для продажи в Таллине и Москве.
Весной 1992 году в ГЦКЗ «Россия» прошли юбилейные сольные концерты Анне Вески — «15 лет на эстраде». В 1992 году приняла участие в программе «Хит-Парад „Останкино“».
В 2002 году певица была участницей торжественного концерта, посвященного А. Зацепину. Композитор подарил Анне песню «Одинокий волк». На концерте, организованном в честь памяти Л. Дербенёва, певица представила композицию А. Исаакова «Листья ушедшего лета».
В 2007 году участвовала в телевизионном в шоу «Ты — суперстар!» («НТВ»).
В 2007 году состоялся полномасштабный концерт Анне Вески. Мероприятие проходило в Москве. На сцене артистка исполнила огромное количество своих старых хитов. Многие самые известные композиции из репертуара исполнительницы она спела в дуэте с российскими звёздами. Приятно удивило публику совместное выступление нашей героини с молодым артистом Антоном Макарским, который был крайне популярен в то время. Творческий дуэт исполнил одну из самых красивых песен в репертуаре Вески — трек под названием «Спасибо тебе».
25 февраля 2011 года один из очередных выпусков программы «Женский взгляд» с Оксаной Пушкиной на телеканале «НТВ» был посвящён Анне Вески.
В 2016 году по предложению московских друзей 60-й юбилейный день рождения артистка отпраздновала в столице России, где состоялся сольный юбилейный концерт Вески в культурном центре «Москвич». По торжественному случаю выступление Анне состоялось также и в Зале церковных соборов Храма Христа Спасителя. А дома Вески стала участницей цикла документальных фильмов о популярных эстонских артистах в СССР. Этот проект получил высокие рейтинги просмотров на местном телевидении.
В 2014 году в Эстонии вышла серия документальных фильмов «Божества железного занавеса» об истории успеха  эстонских эстрадных певцов во времена СССР, героиней одного из эпизодов стала Анне Вески.
В апреле 2021 года музыкальный проект «Имена на все времена» представляет релиз на всех цифровых площадках в интернете — дуэт Анне Вески и Антона Макарского «Спасибо тебе». Песня «Спасибо тебе» впервые была исполнена певицей на эстонском языке ещё в 80-е годы. Идея создания дуэта с Антоном Макарским родилась в преддверии подготовки юбилейного бенефиса Анне Вески в Москве в театре Эстрады. Телевизионную трансляцию этого бенефиса делал телеканал «ТВ Центр».
Творчество Вески выделялось на фоне репертуара советских звёзд, а акцент вокалистки придавал изюминку исполнению. Вместе с другими земляками (Яак Йоала, Тынис Мяги) Анне покорила русскоязычную аудиторию.
В разгар карьеры певица была нарасхват: снималась на ТВ, записывала передачи на радио, гастролировала и участвовала в таких мероприятиях, как «Юрмала-86». Об Анне сняли ряд документальных фильмов. 
Исполнительница песен «Позади крутой поворот», «Возьми меня с собой», «Радоваться жизни», «Милый, горячо любимый», «Межсезонье», «Продлись, счастье» (музыка В. Севастьянова, слова А. Римициана), «Ни о чём не жалейте» (А. Исааков — А. Дементьев) «Ангелы здесь больше не живут», «А он мне нравится», «Листья жёлтые над городом кружатся», «Самба с Марадоной», «Праздник снегопада», «Прости за любовь», «Не виновата я», «Листья ушедшего лета».

## Семья
Отец — Ильмар-Тынис Ваарман (эст. Ilmar-Tõnis Vaarmann; 1927—2005), водитель. Мать — Эллен Ваарман (эст. Ellen Vaarmann; 1930—1988); в девичестве Таммессон (эст. Tammesson), продавщица в галантерейном магазине.
Брат — Мати Ваарман (эст. Mati Vaarmann; род. 1952), эстонский клавишник, бывший руководитель ансамбля «Мюзик сейф» («Muusik-seif»), участник групп «Mobile», «Omega» и «Virmalised».
Первый муж (1977—1981) — Яак Вески (эст. Jaak Veski; 1956—1994), поэт-песенник, автор слов многих популярных эстонских песен. Дочь — Керли Вески (эст. Kerli Veski; род. 1978), дипломат, в 2004—2007 годах — консул Эстонской Республики в Москве.
Второй муж (1982—2022) — Бенно Бельчиков (эст. Benno Beltšikov, 1947—1 мая 2022), администратор Вески. После заключения брака Анне Вески в течение полугода носила фамилию Бельчикова.
Свёкор — Рафаил Бельчиков (эст. Rafail Beltšikov; 1917—2015), эстонский сценарист документального кино и автор нескольких документальных книг; габбай Таллинской синагоги.

## Дискография
- «Anne Veski», © «Мелодия», 1983
- «Анне Вески и Мюзик-Сейф», © "Мелодия, 1983
- «Поёт Анне Вески», © «Мелодия»[10],
- «Поёт Анне Вески», © «Мелодия», 1984[10]
- «Позади крутой поворот», © «Мелодия», 1984[10]
- «Я обещаю вам сады», © «Мелодия»[10],
- «Sind aeda viia tõotan ma! (LP)», © «Мелодия», 1985
- «Поёт Анне Вески», © «Мелодия», 1986
- «Я вас благодарю», Анне Вески и ансамбль «Немо», © «Мелодия», 1988
- «Анне Вески», © 1994, Германия
- «Поёт Анне Вески», © 1985, Таллинский Завод музыкальных кассет
- «Калейдоскоп», © 1994 «Anima Vox Co»[10]
- «Туннель под Ла-Маншем», © 1996, «Союз»
- «Star Collection», © 2000 «J.S.P. Records» / группа «ДЖЕМ»[10]
- «Armukarneval», «Records 2000»[10]
- «Grand Collection», © 2001 «Квадро-диск»[10]
- «Анне Вески, Звёзды советской эстрады», © 2001, «Первое музыкальное издательство»[10]
- «Не грусти, человек», © 2002, «Records 2000», «Estonian Artist Agency»[10]
- «Не грусти, человек», © 2002, «J.R.C.»
- «Lootus», © 2003 «AN&BEN»
- «Анне Вески. Имена на все времена», © 2003, «Мистерия звука»[10]
- «Ни о чём не жалейте» © 2004, Фирма грамзаписи «Никитин»
- «Anne Veski. 60 parimat laulu — EESTI KULLAFOND — 3 platinum CD» © 2006, «Hitivabrik»[10]
- DVD «Анне Вески. Ни о чём не жалейте» © 2006, «Квадро-диск»
- DVD «Anne Veski. Roosiaia Kuninganna» © 2006, «ESTTV» (Эстонское телевидение)
- «Анне Вески. Радоваться Жизни» («Имена на все времена») © 2007, «Монолит»
- «Анне Вески. Я не такая» © 2007, «Монолит»[10]
- «Ingleid ei…», 2009[10]
- «Спасибо тебе», 2011[10]
- «Kallis, kuula», 2013[10]
- «Продлись моё счастье», 2014[10]
- «Võta minu laul», 2016[10]
- «Ma tänan teid», 2016[10]
- «Veereb, Aeg nii veereb», 2018[10]

## Фильмография
- 1982 — Шлягер этого лета
- 1983 — Золото осени
- 1986 — Микко из Тампере просит совета
- 2001 — Герой её романа
- 2004 — Осторожно, Задов! или Похождения прапорщика — актриса
- 2005 — Обречённая стать звездой — камео

## Разное
2 ноября 2018 года в честь Анне Вески в Таллине одному из трамваев было присвоено её имя.

## Признание и награды
- лауреат 1-й премии за лучшее исполнение польской песни на Международном конкурсе эстрадной песни в Сопоте (1984)[10][18]
- «Заслуженная артистка Эстонской ССР» (1984)[10][19]
- орден Белой звезды V степени (6 февраля 2006)[10][20]
- орден Дружбы (1 сентября 2011, Россия) — за большой вклад в укрепление российско-эстонских культурных связей, сохранение и популяризацию русской культуры в Эстонской Республике[10][21]
- Международная премия «Балтийская звезда» (2021)[10][22].

## Документальные фильмы и телепередачи
- «Анне Вески. „Горячая эстонская женщина“» («Первый канал», 2011)[23][24]
- «Анне Вески. „Частная история“» («Москва 24», 2013)[25]
- «Анне Вески. „Раскрывая тайны звёзд“» («Москва 24», 2016)[26]
- «Анне Вески. „Не оставляйте женщину одну…“» («ТВ Центр», 2017)[27]